# 索利亚诺卡武尔
索利亚诺卡武尔（義大利語：Sogliano Cavour），是意大利莱切省的一个市镇。总面积5平方公里，人口4143人，人口密度828.6人/平方公里（2009年）。ISTAT代码为075075。